# Stazione di Lauriano
La stazione di Lauriano è una fermata ferroviaria posta sulla linea Chivasso-Asti, al servizio dell'omonimo comune e priva di traffico ordinario dal 2011.

## Storia
L'impianto venne attivato come stazione il 20 ottobre 1912 dalle Ferrovie dello Stato, contestualmente all'inaugurazione della linea. In origine l'impianto era dotato di due binari e di uno scalo merci.
Lontana dal fronte della prima guerra mondiale e poco interessata anche dalle vicende della seconda non costituendo obiettivo strategico primario, la stazione risentì di tali eventi solo per le conseguenti fluttuazioni della domanda di trasporto, iniziando nel secondo dopoguerra un periodo di costante calo dei proventi da traffico dovuto all'avvento della motorizzazione privata e a un orientamento comune non più favorevole al trasporto su ferro.
nel 1988 l'impianto fu trasformato in fermata abilitata ai servizi viaggiatori e bagagli con le restrizioni previste per le case cantoniere.
All'inizio degli anni novanta l'intera rete secondaria piemontese fu oggetto di un profondo programma di rinnovamento che mirava a diminuire i costi di esercizio attraverso l'automazione e il telecomando degli impianti; chiusa nel 1991, la Asti-Chivasso fu dunque oggetto di lavori che comportarono l'eliminazione dei binari di incrocio di Lauriano; la linea fu riaperta il 19 novembre 1992.
Dal 2001 la gestione dell'intera linea, e con essa quella della fermata di Lauriano, passò in carico a Rete Ferroviaria Italiana la quale ai fini commerciali classifica l'impianto nella categoria "Bronze".
Essa rimase senza traffico dal 1 settembre 2011 per effetto della sospensione del traffico sulla linea, a causa deil'instabilità alla galleria di Brozolo, che necessitava di ingenti interventi strutturali per la messa in sicurezza. Tale sospensione fu rimarcata definitivamente dal 17 giugno 2012 per decisione della Regione Piemonte che, considerata la sua pesante situazione economico-finanziaria non intese avviare un programma di valorizzazione del trasporto su ferro a differenza della confinante Lombardia, decretando la sospensione dei contratti di servizio su numerose linee secondarie di propria competenza.
In vista della riapertura della linea a scopi turistica, il 15 maggio 2022 la fermata vide transitare per la prima volta dopo un decennio un treno speciale, composto da due automotrici ALn 668, che effettuò una corsa prova nel tratto tra Chivasso e Montiglio.
Dal 2 ottobre 2022, in occasione della "Fiera Nazionale del Tartufo" a Montiglio, è stata inaugurata la riapertura della linea come ferrovia turistica e nella fermata è transitato il treno vapore proveniente da Torino, trazionato fino a Chivasso con locomotore elettrico.

## Strutture e impianti
La fermata è dotata del solo binario di corsa della linea ferroviaria. Essa dispone di un fabbricato viaggiatori su due piani e un magazzino merci (in fase di restauro).

### Architettura
I fabbricati della ferrovia Chivasso-Asti risalenti all'inaugurazione della linea, si distinguono grazie alla loro particolare architettura in stile laterizio e intonaco, che richiama le tradizionali ville piemontesi, rendendo uniche queste stazioni in Italia; ad opera dell'architetto svizzero J. Sutter.

## Movimento
La stazione era servita da treni regionali di Trenitalia fino al 1º settembre 2011, giorno in cui è stato sospeso il traffico sulla linea per problemi infrastrutturali e sostituito da autocorse, mentre la definitiva sospensione è avvenuta dal 17 giugno 2012 per decisione della Regione Piemonte.

## Interscambi
Fra il 1883 e il 1949 nelle adiacenze dell'allora stazione era possibile l'interscambio con i convogli in servizio sulla tranvia Torino-Chivasso/Brusasco.